# Mount Hoge
Mount Hoge (französisch Mont Hoge) ist ein 2480 m hoher Berg im ostantarktischen Königin-Maud-Land. Er ragt zwischen Mount Van der Essen und Mount Brouwer in den Belgica Mountains auf.
Teilnehmer der Belgischen Antarktis-Expedition 1957/58 unter Gaston de Gerlache de Gomery (1919–2006) entdeckten ihn. Namensgeber ist der belgische Meteorologe Edmond Hoge (1918–1983), ein Mitglied des Wissenschaftskomitees der Forschungsreise.